# Ламін Коне
Ламін Коне (фр. Lamine Koné, нар. 1 лютого 1989, Париж) — івуарійський та французький футболіст, захисник швейцарського клубу «Лозанна».

## Клубна кар'єра
Коне починав свою молодіжну кар'єру в клубах французького регіону Іль-де-Франс «Стад олімпік» (Париж) та ЮС «Альфорвіль». У 2003 році потрапив в академію «Шатору», в складі якої грав до 2006 року, після чого був переведений до дорослої команди. Дебютував за першу команду 27 квітня 2007 року в матчі другого дивізіону Франції проти «Монпельє», вийшовши на заміну. У дебютному сезоні захисник зіграв п'ять матчів у чемпіонаті, а з сезону 2008/09 став основним гравцем. Всього за «Шатору» провів чотири сезони, взявши участь у 74 матчах Ліги 2.
30 липня 2010 року Ламін підписав контракт з «Лор'ян». Сума трансферу склала 1 мільйон євро. Відіграв за команду з Лор'яна наступні п'ять з половиною сезонів своєї ігрової кар'єри. Більшість часу, проведеного у складі «Лор'яна», був основним гравцем захисту команди.
27 січня 2016 року перейшов в англійський «Сандерленд», підписавши контракт до 2020 року. За два з половиною роки відіграв за клуб з Сандерленда 69 матчів у національному чемпіонаті. За цей час клуб понизився в класі двічі: 2017 опустився до Чемпіоншипа, а 2018 — до третьої за силою Першої ліги. Після останнього пониження Коне залишив клуб.
1 серпня 2018 перейшов до складу французького «Страсбура» на умовах оренди з правом викупу. У ельзаському клубі швидко став основним центральним захисником, і влітку 2019 став гравцем клубу на постійній основі. З клубом став володарем Кубка ліги 2018/19 та дебютував у Лізі Європи. Станом на 20 лютого 2020 провів за клуб 57 матчів у всіх змаганнях.

## Виступи за збірні
Протягом 2009—2010 років залучався до складу юнацької збірної Франції (U-20), разом з якою виступав на Середземноморських іграх 2009 року і Турнірі в Тулоні 2010 року. На молодіжному рівні зіграв у 8 офіційних матчах.
Не отримавши виклику до першої французької збірної, 2014 року Коне дебютував в офіційних матчах у складі національної збірної Кот-д'Івуару, оскільки мав івуарійське походження. 
У складі збірної був учасником Кубка африканських націй 2017 року у Габоні.
Станом на 20 лютого 2020 провів у формі головної команди країни 9 матчів.
| Дата       | Місто    | Господарі   | Результат | Гості       | Турнір                                  | Голи | Примітки |
| ---------- | -------- | ----------- | --------- | ----------- | --------------------------------------- | ---- | -------- |
| 10-9-2014  | Яунде    | Камерун     | 4 – 1     | Кот-д'Івуар | Відбір до Кубка африканських націй 2015 | -    |          |
| 9-10-2015  | Агадір   | Марокко     | 0 – 1     | Кот-д'Івуар | товариський матч                        | -    | 46'      |
| 13-11-2015 | Монровія | Ліберія     | 0 – 1     | Кот-д'Івуар | Відбір до ЧС 2018                       | -    |          |
| 17-11-2015 | Абіджан  | Кот-д'Івуар | 3 – 0     | Ліберія     | Відбір до ЧС 2018                       | -    |          |
| 20-5-2016  | Будапешт | Угорщина    | 0 – 0     | Кот-д'Івуар | товариський матч                        | -    |          |
| 4-6-2016   | Буаке    | Кот-д'Івуар | 2 – 1     | Габон       | товариський матч                        | -    | 66'      |
| 8-10-2016  | Буаке    | Кот-д'Івуар | 3 – 1     | Малі        | Відбір до ЧС 2018                       | -    |          |
| 12-11-2016 | Марракеш | Марокко     | 0 – 0     | Кот-д'Івуар | Відбір до ЧС 2018                       | -    |          |
| 15-11-2016 | Ланс     | Франція     | 0 – 0     | Кот-д'Івуар | товариський матч                        | -    |          |
| Усього     |          | Матчів      | 9         |             | Голів                                   | 0    |          |

## Титули і досягнення
- Володар Кубка французької ліги (1):

«Страсбур»: 2018-19